# Escut i bandera de Cullera
L'escut i la bandera de Cullera són els símbols representatius oficials del municipi valencià de Cullera (Ribera Baixa).

## Escut
L'escut oficial de Cullera té el següent blasonament:
| « | En orla, un losange d'or i quatre pals de gules, al timbre una corona d'Aragó i per cimera un querubí. | » |

## Bandera
La bandera oficial de Cullera té la següent descripció:
| « | Bandera de proporcions 2:3. De roig carmesí, al centre l'escut municipal amb el seu timbre distintiu. L'escut ha d'ocupar les tres cinquenes parts de l'alçària de la bandera, i l'amplària ha de ser proporcional. | » |

## Història
L'escut fou aprovat per Ordre del 29 d'agost de 1986, de la Conselleria d'Administració Pública de la Generalitat Valenciana (publicada en el DOGV núm. 435, de l'1 d'octubre de 1986). La bandera, d'altra banda, fou aprovada per Resolució del 19 de desembre de 2017, de la Presidència de la Generalitat Valenciana (publicada en el DOGV núm. 8214, del 17 de gener de 2018).
Tradicionalment, Cullera ha tingut com a escut les armes del Regne de València, en record de la seva condició com a vila reial amb representació a les Corts Valencianes. El querubí és també un element distintiu usat històricament.